# Koromonotana-dōri
Le Koromonotana-dōri (衣棚通, Koromonotana-dōri) est une voie du centre-ville et du nord de Kyoto, dans les arrondissements de Nakagyō, Kamigyō et Kita. Elle débute au Kamo-kaidō et termine au Rokkaku-dōri, et est interrompue à deux reprises durant son trajet. Ses suites au sud sont le Shumoku no zushi et l'Odawaramachi-dōri.

## Description

### Situation
Le Koromonotana-dōri est une longue rue du centre de l'arrondissement de Nakagyō et de celui de Kamigyō, et du sud-est de celui de Kita. Il commence dans le quartier de Koyamahigashigen'i-chō (小山東玄以町) et termine dans celui de Tamakura-chō (玉蔵町). La rue débute au Kamo-kaidō (加茂街道) ou au Daimonkita-dōri (大門北通), juste à l'est des berges du Kamo, et termine au Rokkaku-dōri (六角通),. Au nord, la rue commence dans un secteur quadrillé, et la rue est décalée vers l'ouest après Wakanaminami-dōri. Elle est interrompue après Shimei-dōri et réapparait 150 mètres plus loin après Kuramaguchi-dōri,. La rue continue alors sur un parcours plutôt sinueux jusqu'à Ichijō-dōri et est interrompue une seconde fois,. Entre Kamidachiuri et Imadegawa, la rue est très étroite et subit plusieurs changements de direction. Elle apparaît 400 mètres plus loin à Shimochōjamachi-dōri et continue en ligne droite jusqu'au Rokkaku-dōri,. Elle suit le Muromachi-dōri (ja) (室町通) à l'est et précède le Shinmachi-dōri (ja) (新町通) à l'ouest. Elle est la troisième rue à l'ouest du boulevard Karasuma (ja) (烏丸通), sur lequel circule le métro de Kyoto.
Une rue continue au sud à partir de Matsubara-dōri (ja) (松原通) jusqu'à Gojō-dōri (ja) (五条通), l'Odawaramachi-dōri (小田原町通). D'autres courtes rues à la même hauteur que Koromonotana existent au sud de Bukkōji-dōri (ja) et au nord du temple Higashi Hongan-ji.
La circulation se fait du sud au nord entre Shimei et Kamo, puis du nord au sud entre Kamigoryōmae et Teranouchi. Entre Shimochōjamachi et Sanjō, la circulation se fait de nouveau du sud au nord. Aucun sens n'est indiqué entre Kuramaguchi et Kamigoryōmae, entre Teranouchi et Ichijō et entre Sanjō et Rokkaku, mais la rue reste trop étroite pour la circulation dans les deux sens simultanément. La rue fait environ 4 300 mètres de long, séparés en trois tronçons de 1 400, 1 200 et de 1 700 mètres respectivement,.

### Voies rencontrées
Du nord au sud, en sens unique. Les voies rencontrées de la droite sont mentionnées par (d), tandis que celles rencontrées de la gauche, par (g). Seules les rues ayant un nom sont listées.
1. Kamo-kaidō (加茂街道)
2. (d) Daimonkita-dōri (大門北通)
3. (d) Daimonminami-dōri (大門南通)
4. Kitayamakita-dōri (北山北通)
5. Kitayama-dōri (北山通)
6. Kitayamaminami-dōri (北山南通)
7. Shichikukita-dōri (紫竹北通)
8. Shichiku-dōri (紫竹通)
9. Shichikuminami-dōri (紫竹南通)
10. Imamiyakita-dōri (今宮北通)
11. Imamiya-dōri (今宮通)
12. Imamiyaminami-dōri (今宮南通)
13. Koyanagikita-dōri (小柳北通)
14. Koyanagi-dōri (小柳通)
15. Koyanagiminami-dōri (小柳南通)
16. (d) Murasakinokita-dōri (紫野北通)
17. (d) Murasakino-dōri (紫野通)
18. Kitaōji-dōri (北大路通)
19. Wakanaminami-dōri (若菜南通)
20. Shimei-dōri (紫明通) - Interruption de la rue
21. Kuramaguchi-dōri (鞍馬口通) - Réapparition de la rue
22. Kamigoryōmae-dōri (上御霊前通)
23. Teranouchi-dōri (寺之内通)
24. Kamidachiuri-dōri (上立売通)
25. Imadegawa-dōri (今出川通)
26. Mushanokōji-dōri (武者小路通)
27. Ichijō-dōri (一条通) - Interruption de la rue
28. Shimochōjamachi-dōri (下長者町通) - Réapparition de la rue
29. Demizu-dōri (出水通)
30. Shimodachiuri-dōri (下立売通)
31. Sawaragichō-dōri (椹木町通)
32. Marutamachi-dōri (丸太町通)
33. Takeyamachi-dōri (竹屋町通)
34. Ebisugawa-dōri (夷川通)
35. Nijō-dōri (二条通)
36. Oshikōji-dōri (押小路通)
37. Oike-dōri (御池通)
38. Aneyakōji-dōri (姉小路通)
39. Sanjō-dōri (ja) (三条通)
40. Rokkaku-dōri (六角通)

- Sources : (ja) Université Ritsumeikan Asia Pacific (en), « 近代京都オーバーレイマップ », sur Art Research Center,‎ 2023 (consulté le 5 novembre 2023).

### Transports en commun
Les bus du réseau d'autobus de Kyoto (ja) ne passent par sur la rue,. Dû à sa proximité avec Karasuma-dōri, les lignes principales nord-sud de la ville sont cependant très proches.
Les arrêts du métro de Kyoto les plus proches sont les stations de la ligne Karasuma, sur Karasuma-dōri (ja) (烏丸通), à environ deux minutes de marche à l'est : Karasuma-Oike, Marutamachi, Imadegawa, Kuramaguchi et Kitaōji.

## Odonymie
Le nom « Koromonotana » (衣棚), aussi prononcé, « Koromotana » ou « Koromonodana », signifie « étagères (棚) à vêtements (衣) ». Cela vient du fait qu'il y avait autrefois de nombreux marchands de robes de moines et de kimonos et autres vêtements traditionnels japonais sur la rue au nord de Sanjō-dōri, mais qu'il y a aujourd'hui peu de boutiques liées aux vêtements traditionnels sur la rue,.
La rue porte aussi plusieurs autres noms dans les sections ouvertes plus tard au nord. Le tronçon d'Ichijō à Kuramaguchi est aussi appelé Kinoshita-dōri (木ノシタ通, Kinoshita-dōri). 
Entre Sanjō et Rokkaku, la portion de rue est nommée Ryōton no zushi (了頓図子). Ryōton fait référence à Hirono Ryōton (廣野 了頓), un maître de la cérémonie de thé qui y avait une résidence durant l'époque Azuchi Momoyama (1573-1603), et qui laissait passer les gens à travers sa résidence,. Elle porte aussi le nom de Bishoku-kōji (美食小路), littéralement « allée gourmande », en référence aux nombreux restaurants dans cette partie. 
La rue est nommée dans le « Teragoko » (寺御幸), chanson pour se souvenir des rues nord-sud de la vieille capitale.

## Histoire
La rue n'existait pas lors de la fondation de Heian-kyō, la ville impériale, en 794. Elle est ouverte en 1590 lors du réaménagement territorial de l'ère Tenshō (ja) (天正の地割, Tenshō no jiwari) par Toyotomi Hideyoshi, durant le dernier quart du XVIe siècle,,. Avant l'ouverture de la rue, plusieurs temples et boutiques de vêtements de moines et d'autres vêtements traditionnels étaient dans le secteur aux alentours de Sanjō. La rue allait originellement de Shimochōjamachi à Rokkaku. Durant l'Époque moderne, la rue est ouverte au nord entre Ichijō et Kamigoryōmae. Cette portion de rue a par la suite été aussi appelée Koromonotana, puisque suivant le cours de la rue originale. Durant l'époque d'Edo, le commerce des vêtements s'est rapidement développé sur la rue, et l'enseigne Chikiriya (千切屋) compte à son apogée 100 boutiques, rivalisant avec la rue à l'est Muromachi-dōri. Cependant, le commerce subit un déclin et durant l'ère Kyōwa (1801-1804), le nombre de boutiques a continué a diminué jusqu'à être négligible aujourd'hui.
À la fin de l'ère Meiji (1868-1912), vers 1892, la rue terminait à une rue sans nom juste au nord de Kamigoryōmae-dōri. Au nord, au niveau de l'actuelle rue Kuramaguchi, la zone était composée de champs et de rizières dans le village de Koyama (小山村), fusionné à ceux de Kuramaguchi (鞍馬口村) et de Kamigamo (ja) (上賀茂村) le 1er avril 1889,. Des routes de terre menaient cependant jusqu'aux berges du Kamo au nord. Avec l'annexion de Kuramaguchi et de la partie de l'ancien village de Koyama de celui de Kamigamo à Kyoto le 1er avril 1918, la rue est reliée à l'actuel Kuramaguchi-dōri,. Dès 1926, la rue se rend jusqu'à l'actuel Wakanaminami-dōri. Vers 1929, un nouveau quartier quadrillé permet de créer la section au nord entre Kamo-kaidō et Imamiya-dōri. Avec l'annexion du village entier de Kamigamo le 1er avril 1931, le restant est construit et la rue prend sa forme actuelle,.

## Patrimoine et lieux d'intérêt
Au carrefour avec Kitayamakita, côté sud-ouest, se trouve le petit sanctuaire shinto Ishii-jinja (石井神社), dont la divinité a été déplacée du Fushimi Inari-taisha dans l'arrondissement de Fushimi en 1927. Au sud de Kitaōji, côté ouest, se dresse l'Église évangélique libre de Kyoto (京都福音自由教会), fondé en 1950, mais dont le bâtiment actuel date de 2003. 
En croisant Shimei-dōri, la rue rencontre le parc Shimei Seseragi (紫明せせらぎ公園), longeant Shimei-dōri en tant que terre-plein central, et où se trouve aussi une partie restaurée de l'ancienne rivière Hori. Au sud-est de Kuramaguchi se trouve le parc Genbu (玄武公園), un important du nord de la ville, nommé après la Tortue noire du zodiaque chinois, qui représente le nord, et était protecteur du nord de la ville de par sa position par rapport au premier palais impérial. Juste en face se trouve le Yōsuien (ja) (擁翠園), un jardin japonais couplé au centre de recherche Arkray (ja) (アークレイ). Au sud de Kuramaguchi jusqu'à Ichijō, la rue traverse le Nishijin, le secteur dédié au textile à Kyoto. Ainsi, plusieurs enseignes bien établies se trouvent sur la rue comme « Kino Orimono » (木野織物), spécialisé dans la fabrication d'obis depuis 1804, ou « Ōtō » (大東), spécialisée dans le tissage de cravates depuis 1868. Au nord-est de Teranouchi, dans le quartier de temples relocalisés au nord de Kyoto, se trouve le Hōji-in (宝慈院), temple fondé en 1278 par Mugai Nyodai (en) (無外 如大, 1223-1298). Au sud-est de Teranouchi se trouve la résidence Yoshida (吉田邸), inscrite au registre des monuments historiques locaux. À Ichijō-dōri, la rue est interrompue par le collège Kamigyō (ja) (京都市立上京中学校).
Au sud de Shimochōjamachi jusqu'à Shimodachiuri, la rue traverse un secteur de bureaux gouvernementaux. On trouve notamment le bureau anti-émeute de la police préfectorale de Kyoto (ja) (京都府警察). Au sud-est de Demizu se trouve la Deuxième école d'infirmerie de la Croix Rouge de Kyoto (ja) (京都第二赤十字看護専門学校), où se trouve un buste d'Henri Dunant sur la façade. Au sud-ouest de Nijō se le plus vieux fabricants de stores de type « misu » (御簾) au Japon, « Misutake » (みす武), ouvert depuis 1741 et ayant notamment fabriqué des stores pour la Famille impériale. Au sud-ouest d'Oshikōji se trouve la succursale de Kyoto de la compagnie d'artisanat Konishi (ja) (小西美術工藝社), fondée en 1861. Au sud-ouest d'Aneyakōji se trouve le Chion-sha (ちおん舎), une salle d'événements ouverte dans le magasin Chikichi (千吉), ouvert en 1555. 

Quelques lieux d'intérêts
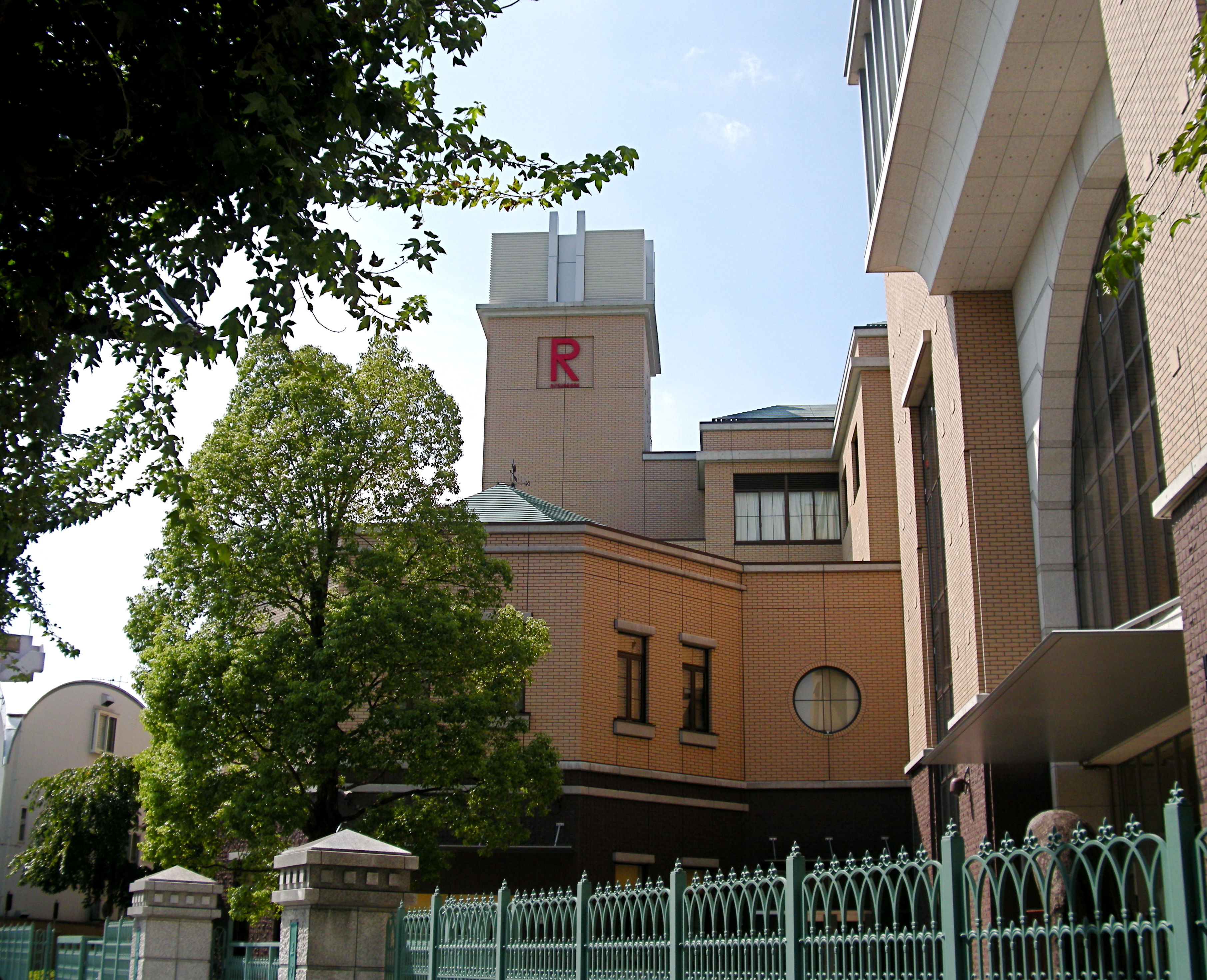
École primaire (ja) de l'université de Ritsumeikan (carrefour de Koromonotana et Kitaōji)
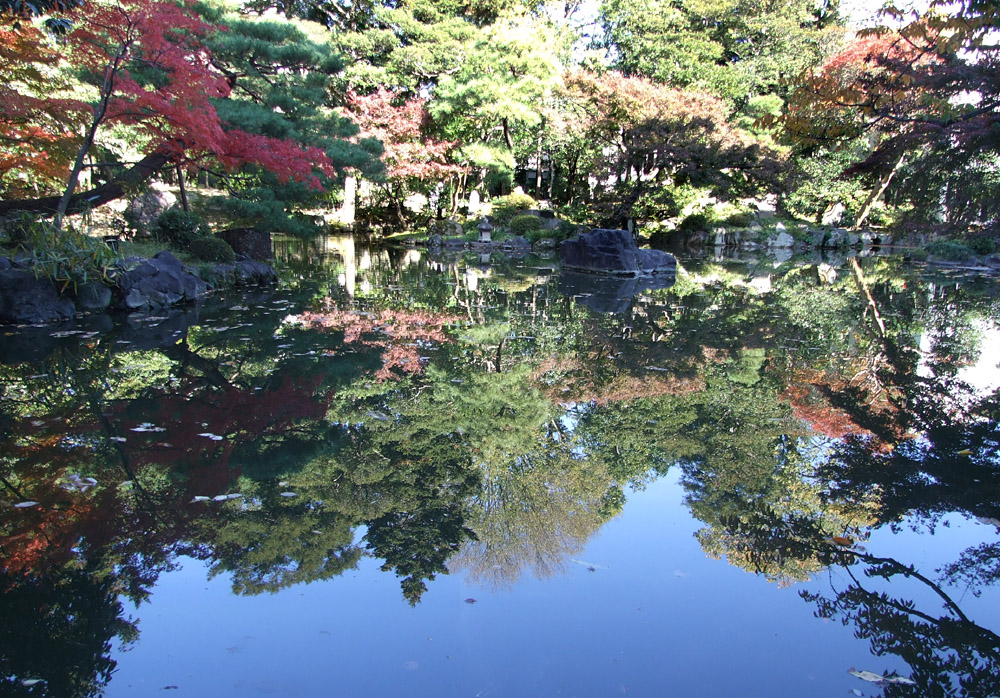
Le Yōsuien
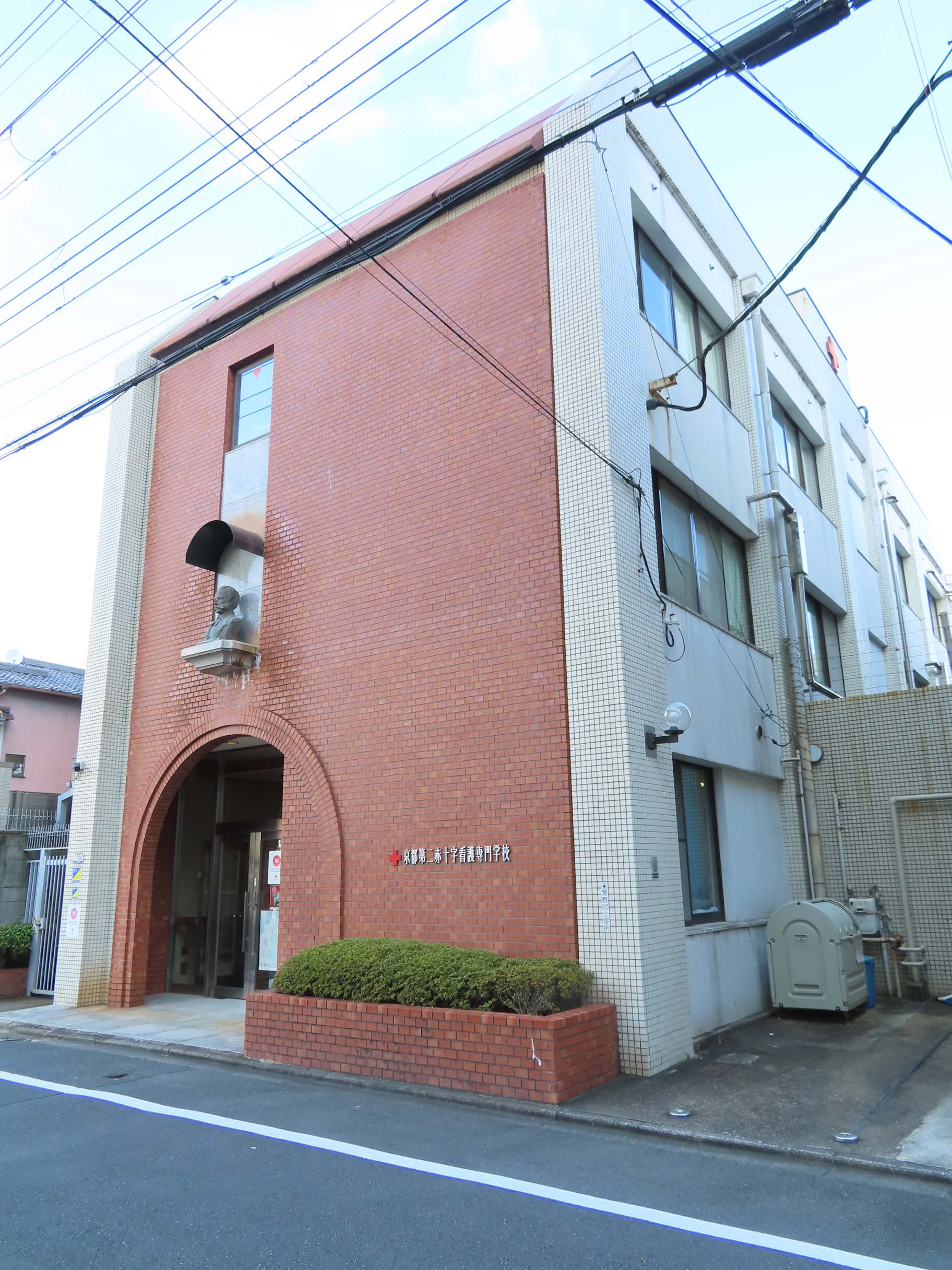
École de la Croix Rouge